# Mancioux
Mancioux település Franciaországban, Haute-Garonne megyében. Lakosainak száma 379 fő (2022. január 1.). Mancioux Le Fréchet, Auzas, Boussens, Laffite-Toupière, Roquefort-sur-Garonne és Saint-Martory községekkel határos.

## Népesség
A település népességének változása:
| Lakosok száma | 393  | 406  | 391  | 401  | 441  | 445  | 409  | 384  | 378  | 379  |
|               | 1968 | 1982 | 1990 | 2006 | 2013 | 2015 | 2017 | 2019 | 2020 | 2022 |